# Vajang
Vajang je tradicionalni oblik predstave lutkarskih pozorišta koji se prvobitno pojavio u kulturama stanovnika Jave u Indoneziji. Tradicionalni oblik umetnosti pozorišta lutaka može se naći u Indoneziji i drugim delovima jugoistočne Azije, gde je dramatična priča ispričana kroz senke bačene lutkama i ponekad kombinovana sa ljudskim likovima.
Vajang se odnosi na čitavu dramsku predstavu. Ponekad se i sama kožna lutka naziva vajang. Predstave pozorišta senki lutaka prati gamelanski orkestar na Javi i rodni vajang na Baliju. Dramatične priče prikazuju mitologije, poput epizoda iz hinduističkih epova Ramajane i Mahabarate, kao i lokalne adaptacije kulturnih legendi. Tradicionalno, vajang izvodi, u ritualizovanom šou od ponoći do zore, dalang - umetnik i duhovni vođa. Publika može gledati predstavu sa obe strane ekrana. Tradicionalno, vaјang se izvodi u ritualnoj predstavi od ponoći do zore od strane dalanga, umetnika i duhovnog vođe; ljudi gledaju emisiju sa obe strane ekrana.
Predstave vajanga su i dalje veoma popularne među Indonežanima, posebno na ostrvima Java i Bali. Predstave vajanga se obično održavaju na određenim ritualima, ceremonijama, događajima, te čak i turističkim atrakcijama. U ritualnim kontekstima, lutkarske predstave se koriste za molitvene rituale (održavaju se u hramovima na Baliju), ritual ruvatan (čišćenje sukertske dece od loše sreće) i ritual sedeka bumi (zahvalnost Bogu za obilne useve). U kontekstu ceremonija, obično se koristi za proslavu mantenana (javanska svadbena ceremonija) i sunatana (ceremonija obrezivanja). U manifestacijama se koristi za proslavu Dana nezavisnosti, jubileja opština i preduzeća, rođendana, obeležavanja određenih dana i još mnogo toga. Čak i u modernom dobu sa razvojem turističkih aktivnosti, vajang lutkarske predstave se koriste kao kulturno-turističke atrakcije.
Tradicije vajanga uključuju glumu, pevanje, muziku, dramu, književnost, slikarstvo, skulpturu, rezbarenje i simboličku umetnost. Tradicije, koje su nastavile da se razvijaju više od hiljadu godina, takođe su medij za informisanje, propovedanje, obrazovanje, filozofsko razumevanje i zabavu.
Unesko je 2008. godine (prethodno 2003.) proglasio vajang pozorište senki - kožnih lutaka (vajang kulit) i trodimenzionalnih drvenih lutaka (vajang golek ili vajang klitik), nematerijalnim kulturnim nasleđem čovečanstva poreklom iz Indonezije. U zamenu za priznanje, UNESCO je zahtevao od Indonežana da očuvaju tradiciju.
Drugi slični umetnički oblici pozorišta senki lutaka takođe su značajna istorijska umetnička forma u Maleziji, Tajlandu, Kambodži i Laosu.

## Etimologija
Termin vajang je javanska reč za „senku“ ili „maštu“. Ekvivalent te reči na indonežanskom je bajang. U savremenom svakodnevnom javanskom i indonežanskom rečniku, vajang se može odnositi na samu lutku ili na celu predstavu lutkarskog pozorišta.

## Istorija
Vajang je tradicionalno pozorište lutaka u senci u Indoneziji i drugim zemljama Jugoistočne Azije. Najraniji dokazi su iz kasnog 1. milenijuma, u tekstovima i arheološkim nalazištima iz srednjevekovne ere. Poreklo vajanga nije razjašnjeno, a predložene su tri konkurentske teorije:
- Indijsko poreklo: ovo je uglavnom favorizovana teorija, budući da su hinduizam i budizam stigli na indonežanska ostrva u ranim vekovima 1. milenijuma, a zajedno sa teologijom, narodi Indonezije i indijskog potkontinenta razmenjivali su kulturu, arhitekturu i trgovali dobrima.[17] Lutkarske umetnosti i dramske predstave dokumentovane su u drevnim indijskim tekstovima, datiranim u poslednje vekove 1. milenijuma pre nove ere i ranim vekovima nove ere.[18] Dalje, obalski region Južne Indije (Andra Pradeš i Tamil Nadu) koji je najviše komunicirao sa indonežanskim ostrvima imao je kompleksnu lutkarsku umetnost na bazi kože nazvanu tolu bomalata, koja deli mnoge elemente sa vajangom.[2][19] Neki likovi poput Vidusake u sanskritskoj drami i Semara u vajangu su vrlo slični. Indijske mitologije i likovi iz hinduističkih epova pojavljuju se u mnogim od glavnih izvođenih predstava, što sve sugeriše moguće indijansko poreklo ili bar uticaj u predislamskom periodu indonežanske istorije.[17] Dživan Pani navodi da se vajang razvio iz dve umetnosti Odiše u Istočnoj Indiji, pozorišta lutaka Ravana Čhaja i plesa Čhau.[20]
- Autohtono poreklo: reč vajang se ne nalazi u indijskim jezicima, već je javanska. Slično tome, i neki drugi tehnički izrazi korišćeni u vajang kulitu prisutnom na Javi i Baliju zasnovani su na lokalnim jezicima, čak i kada se predstava preklapa sa budističkom ili hinduističkom mitologijom. To sugeriše, tvrde neki naučnici poput Hazea, da vajang ima autohtone korene.[17]
- Kinesko poreklo: najmanje popularna teorija, zasniva se na dokazima da su lutkarske umetnosti zasnovane na animizmu postojale u drevnoj Kini (pre 1000. godine) i da bi to moglo biti „mesto porekla svih azijskih pozorišta senki“, prema Brandonu.[17]

Bez obzira na njegovo poreklo, navodi Brandon, vajang se razvio i sazreo u javanski fenomen. Ni u Kini, ni u Indiji, ne postoje istinska savremena dela lutkarskih senki koja imaju sofisticiranost, dubinu i kreativnost izraženu u vajangu.

### Razvoj
Najstariji poznati zapis koji se verovatno odnosi na vajang potiče iz 9. veka. Oko 860. godine, starojavanska (kavi) povelja koju je izdao Maharadža Šri Lokapala pominje tri vrste izvođača: atapukan, aringit i abanol. Ringit je opisan u javanskoj pesmi iz 11. veka kao kožna figura senki. Natpis datiran na 930. godinu navodi si Galigi mawayang („ser Galigi je igrao vajang“). Postoje indikacije da su izvesne karakteristike tradicionalnog lutkarskog pozorišta preživele od tog vremena. Galigi je bio putujući izvođač od koga se tražilo da nastupi za posebnu kraljevsku prigodu. Tada je izveo priču o junaku Bimi iz Mahabharate. Mpu Kanva, pesnik Ajrlanginog dvora kraljevstva Kahuripan, piše 1035. u svom kakavinu Arjunavivaha: „santoṣâhĕlĕtan kĕlir sira sakêng sang hyang Jagatkāraṇa“, što znači, „On je nepokolebljiv i samo ga ekran vajanga raszvaja od ’Pokretretača sveta’". Kelir je javanska reč za paravan vajanga, stih koji rečito upoređuje stvarni život sa performansom vajanga, gde je svemogući Jagatkarana (pokretač sveta) kao ultimatni dalang (majstor lutaka) samo tankim paravanom razdvojen od smrtnika. Ova referenca na vajang kao igru senki sugeriše da su performansi vajanga već bili poznate na Ajrlangovom dvoru i da je tradicija vajangaa uspostavljena na Javi, možda još ranije. U natpisu iz ovog perioda takođe se spominju neka zanimanja kao što su avajang i aringit.

## Galerija
- Galleries
- Prikaz Baratajudske bitke u vajanskom izvođenju
- Set vajang kulita i dela gamelanske muzičke kolekcije, indonezanske sekcije Muzeja muzičkih instrumenata, Feniks, Arizona, Sjedinjene Države
- Vajant kulit (lutka senki) Kumbakarna, Indonezija pre 1914
- Vajant kulit (lutka senki) Gatot Kaca,Indonezija pre 1914
- Vajang šou na Javi, Indonezija, predstavlja figure vajanških lutaka

## Napomene
1. ↑  The art is regionally called by different names. For example, it is called nang yai or nang talung in Thailand.[14] In Cambodia, it is called nang sbaek thom (large puppets), or ayang (small puppets).[15]

## Literatura
- Signell, Karl. Shadow Music of Java. 1996 Rounder Records CD #5060, Cambridge MA.
- This article was initially translated from the German-language Wikipedia article.
- Poplawska, Marzanna. Asian Theatre Journal. Fall 2004, Vol. 21, p. 194–202.
- Alton L. Becker (1979),  Aram Yengoyan and Alton L. Becker, ур., Text-Building, Epistemology, and Aesthetics in the Javanese Shadow Theatre, Norwood, NJ: ABLEX
- Brandon, James (1970). On Thrones of Gold — Three Javanese Shadow Plays. Harvard.
- Ghulam-Sarwar Yousof (1994). Dictionary of Traditional South-East Asian Theatre. Oxford University Press.
- Clara van Groenendael, Victoria (1985). The Dalang Behind the Wayang. Dordrecht, Foris.
- Keeler, Ward (1987). Javanese Shadow Plays, Javanese Selves. Princeton University Press.
- Keeler, Ward (1992). Javanese Shadow Puppets. Oxford University Press.
- Long, Roger (1982). Javanese shadow theatre: Movement and characterization in Ngayogyakarta wayang kulit. Umi Research Press.
- Mellema, R.L. (1988). Wayang Puppets: Carving, Colouring, Symbolism. Amsterdam, Royal Tropical Institute, Bulletin 315.
- Mudjanattistomo (1976). Pedhalangan Ngayogyakarta. Yogyakarta (in Javanese).
- Signell, Karl (1996). Shadow Music of Java. CD booklet. Rounder Records CD 5060.
- Soedarsono (1984). Wayang Wong. Yogyakarta, Gadjah Mada University Press.